# オールドノースチャーチ

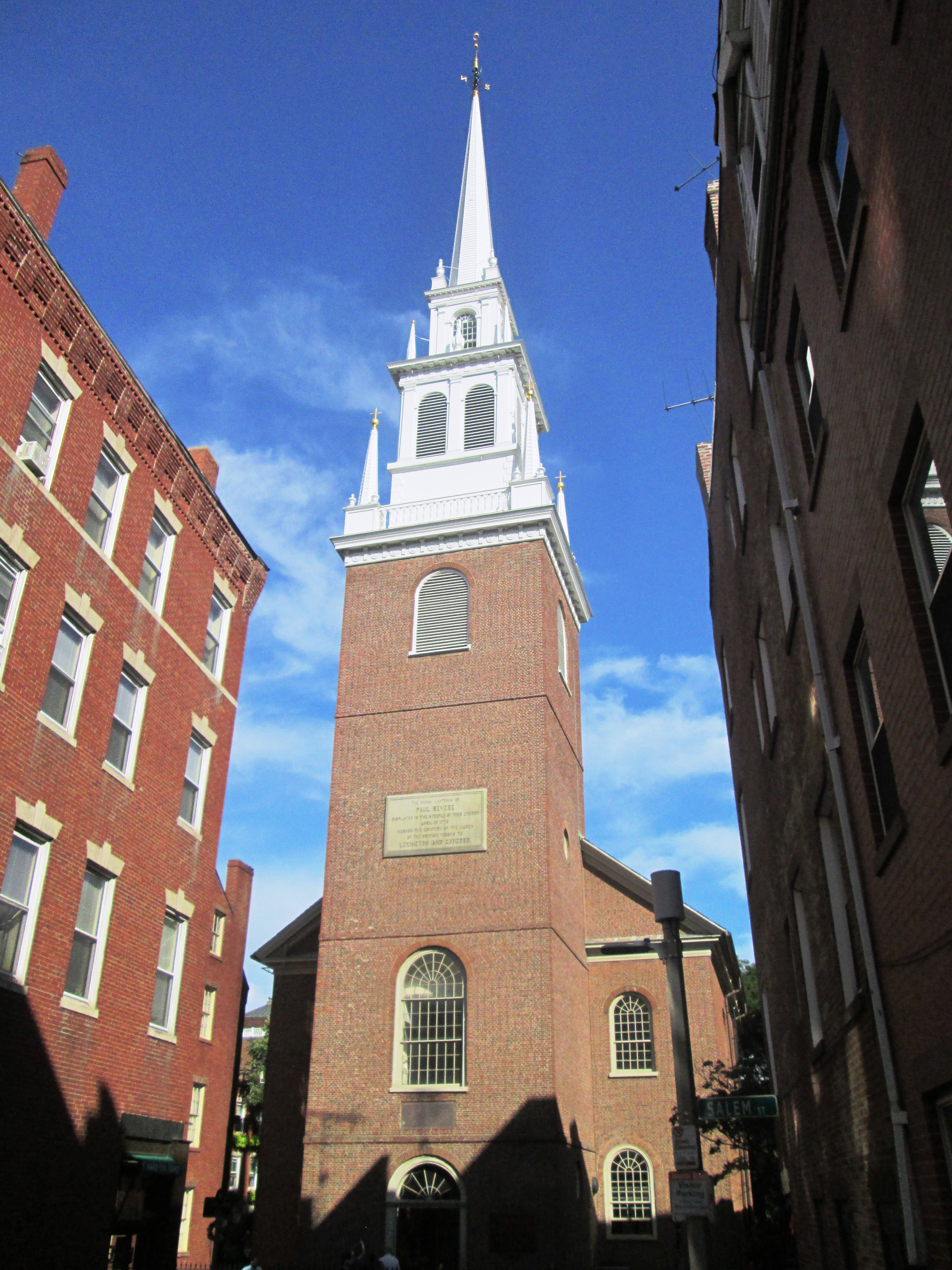
オールドノースチャーチ

オールドノースチャーチ (Old North Church) は、アメリカ合衆国マサチューセッツ州ボストンのノースエンドにある、アメリカ聖公会マサチューセッツ教区に所属する教会。

## 主日礼拝
毎日曜日午前9時からと11時からの2回行われている。観光客も参加可能。

## 観光
毎日午前9時から午後5時まで見学可能。ただし、礼拝中は、礼拝に参加しなければ立ち入ることができない。入場料は、3ドルの献金が求められる。チャーチ・ショップも併設されており、教会のオリジナルグッズなども購入できる。

## 所在地
193 Salem St., Boston, MA, USA